# Valentine Cameron Prinsep
Valentine Cameron Prinsep, conocido como Val Prinsep (Calcuta, 14 de febrero de 1838 - Londres, 4 de noviembre de 1904), fue un pintor británico de la Hermandad Prerrafaelista.

## Biografía

### Inicios
Hijo de Henry Thoby Prinsep, miembro durante dieciséis años del Consejo de las Indias, y de Sarah Monckton Pattle, hermana de la fotógrafa Julia Margaret Cameron y de María Jackson, abuela de Virginia Woolf y Vanessa Bell.
Henry y Sara se instalaron en Little Holland House, anexo de Holland House y lo convirtieron en un centro de la sociedad artística.

### Carrera

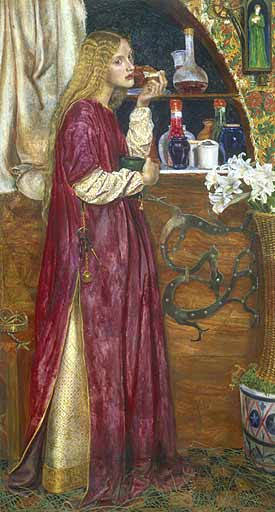
The Queen was in the Parlour (1860), Manchester City Art Gallery.

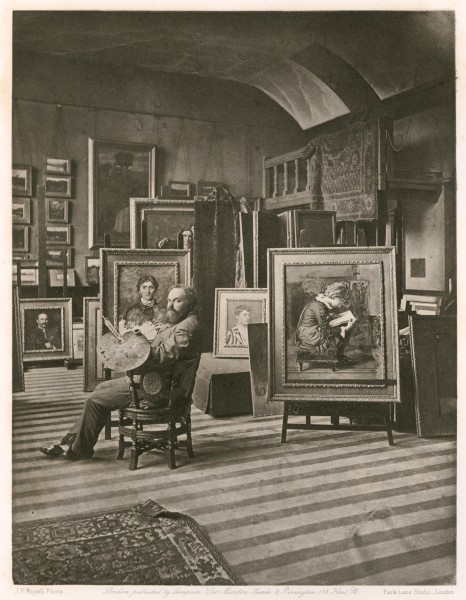
Valentine Cameron Prinsep (1883)
por Frank Dudman.

Henry Prinsep era amigo íntimo de G. F. Watts, que hizo de tutor de su hijo. Val Prinsep también trabajó en París en el Atelier Gleyre.
El personaje 'Taffy' de la novela Trilby de su amigo George du Maurier está basado en su personal. Tenía una relación estrecha con John Everett Millais y Edward Burne-Jones, con el que viajó por Italia. Colaboró con Rossetti y otros en la decoración del hall de la Oxford Union. Al igual que otros miembros de la Hermandad Prerrafaelista enseñó en el Working Men's College a mediados del siglo XIV.
La primera exhibición de Prinsep en la Royal Academy fue en 1862 con su obra Bianca Capella(1886), su primer cuadro, que atrajo mucha atención por ser un retrato del general Charles George Gordon con traje oriental. Princep prestaría ese mismo traje a Millais para su cuadro Esther.
Entre sus últimas exposiciones, las mejores serían A Versailles, The Emperor Theophilus chooses his Wife, The Broken Idol y The Goose Girl. Fue admitido en la Real Academia de Artistas (ARA) en 1879 y en la Real Academia en 1894. En 1877, fue a India y pintó un cuadro enorme del Delhi Durbar, exhibida en 1880 y conservada en el Palacio de Buckingham.

### Vida privada
Se casó en 1884 con Florence Leyland, hija del conocido marchante de arte y coleccionista privado Frederick Richards Leyland.
Prinsep murió en 1904 y está enterrado en el Cementerio de Brompton, en Londres.

## Obras literarias
Prinsep escribió dos obras de teatro Cousin Dick y Monsieur le Duc, producidas en el teatro de la Corte y de St.James respectivamente.
También escribió dos novelas y publicó Imperial India: an Artists Journal (1879).
Era un voluntario entusiástico y uno de los fundadores de Artists Corps.